# Penthocrates bigenita
Penthocrates bigenita är en fjärilsart som beskrevs av Edward Meyrick. Penthocrates bigenita ingår i släktet Penthocrates och familjen snigelspinnare. Inga underarter finns listade i Catalogue of Life.